# Zaouia Annahlia
Zaouia Annahlia  (in arabo الزاوية النحلية‎?) è un centro abitato e comune rurale del Marocco situato nella provincia di Chichaoua, regione di Marrakech-Safi. Conta una popolazione di 10 757 abitanti (censimento 2014).